# Bram Stoker's Dracula (jeu vidéo)
Pour les articles homonymes, voir Bram Stoker's Dracula.
 (février 2017).
Si vous disposez d'ouvrages ou d'articles de référence ou si vous connaissez des sites web de qualité traitant du thème abordé ici, merci de compléter l'article en donnant les références utiles à sa vérifiabilité et en les liant à la section « Notes et références ».
Bram Stoker's Dracula est un jeu vidéo d'action et d'aventure sorti en 1993 et fonctionne sur Amiga, DOS, Game Boy, Game Gear, Master System, Mega-CD, Mega Drive, Nintendo Entertainment System et Super Nintendo. Le jeu a été développé Traveller's Tales et édité par Psygnosis. Le jeu diffère sensiblement selon la plate-forme. Il s'agit d'une adaptation du film Dracula sorti en 1992.